# !!!
!!! (вимовляється chk chk chk, чк-чк-чк, що теоретично імітує клацаючі приголосні) — американський музичний гурт, створений восени 1996 року після спільного туру членів місцевих гуртів «The Yah Mos», «Black Liquorice» і «Popesmashers». Назву для гурту надихнули субтитри фільму «Напевно, боги здуріли», у якім звуки, що клацають, мови бушменів представлялися як «!».

## Дискографія

### Альбоми
- !!! — (листопад 2001, Gold Standard Laboratories)
- Louden Up Now — (7 червня 2004, Touch and Go/Warp)
- Myth Takes — (5 березня 2007, Warp)

### Міні-альбоми
- GSL26/LAB SERIES VOL. 2 — (спліт з Out Hud, 1999, Gold Standard Laboratories)
- Live Live Live — (листопад 2004, Beat, тільки в Японії)
- Take Ecstasy With Me/Get Up — (7 червня 2005, Touch and Go)

### Сингли
- «The Dis-Ease/The Funky Branca» — (1998)
- «Me and Giuliani Down by the Schoolyard (A True Story)» — (2003)
- «Pardon My Freedom» — (2004)
- «Hello? Is This Thing On?» — (2004)
- «Me and Giuliani Down by the Schoolyard (A Remix)» — (2004)
- «Heart of Hearts» — (2007)
- «Must Be the Moon» — (2007)

### Інші проєкти
- !!! ('97 tour cassette) — (1997)

## Цікаві факти
- Для пошуку інформації про гурт в інтернеті, слід шукати «chk chk chk» оскільки багато пошукових систем не сприймають знак оклику в запиті.